# Giovanni Bonaventura Neri Badia

Decisiones et responsa juris, 1769 (Fondazione Mansutti, Milano).

Giovanni Bonaventura Neri Badia (Firenze, 15 agosto 1657 – Firenze, 25 marzo 1752) è stato un giurista italiano del XVIII secolo.

## Biografia
Prese parte al rinnovamento normativo del Granducato di Toscana nel XVIII secolo, istituendo la prima cattedra di diritto internazionale all'Università di Pisa, ove insegnò dal 1683 al 1689. 
Rientrato a Firenze, ricoprì il ruolo di commissario dello Spedale degli Innocenti di Firenze e di uditore presso l'Ordine di Santo Stefano. Fu nominato Giudice ordinario in Siena, poi Auditore di Rota nella stessa città, incaricò che ricoprì successivamente presso la Rota fiorentina; nel 1714 fu nominato Consigliere del Granduca per gli affari di Giustizia e Grazia, carica che rivestì fino al 1737.
Sua moglie fu, dal 1705, Camilla di Ascanio Venturi (morta nell'aprile 1752), di nobile famiglia senese, dalla quale ebbe sei figli: il celebre giurista Pompeo (1706-1776); Francesca (1713-1762), moglie dal 1732 di Silvio di Pandolfo Spannocchi; Giovanni, pure giurista (1714-1805); Filippo (1720-post 1776); Piera e Maria Caterina.

## Opere
In opposizione alle tesi asburgiche, scrisse un volume a favore della libertà fiorentina dal titolo De libertate civitatis Florentiae. Nelle sue Decisiones et responsa juris Neri Badia raccolse un centinaio di decisioni della Rota senese e della Rota Fiorentina, a cui in seguito aggiunse, nel secondo libro, dei responsa. In questo secondo tomo sono presenti altri cinque responsa e quattro discursus legales ad opera del figlio, Pompeo Neri.